# Ostromia
Ostromia (лат., возможное русское название — остромия) — род тероподных динозавров из семейства Anchiornithidae. Известен по ископаемым остаткам из отложений формации Пейнтен в Германии, датируемых верхней юрой (нижний титон). Включает единственный вид — Ostromia crassipes.

## Открытие и наименование

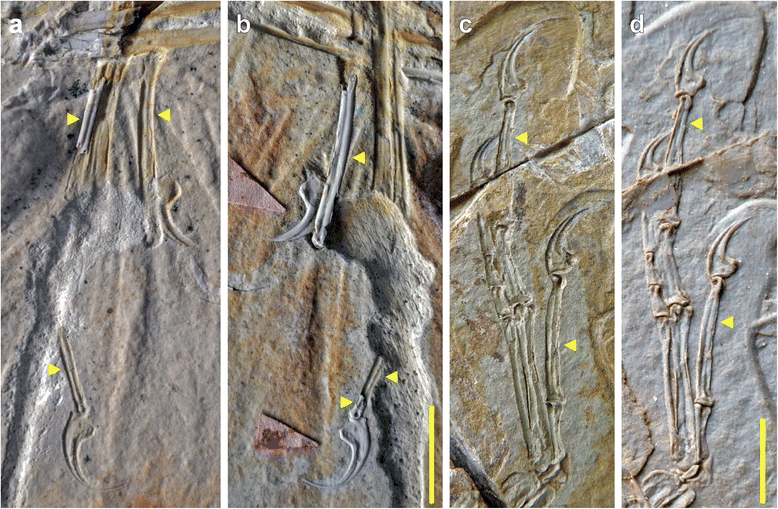
Борозды (отмечены жёлтыми стрелками) на костях кисти Ostromia (a, b) и Anchiornis (c, d)

Голотип был обнаружен недалеко от Риденбурга (Германия) в 1855 году и изначально был ошибочно идентифицирован как птерозавр (был описан как Pterodactylus crassipes) в 1857 году. В 1970 году палеонтолог Джон Остром идентифицировал его как образец археоптерикса и назвал «харлемским экземпляром», поскольку он хранился в музее Тейлерса в Харлеме. В 2017 году Кристиан Фот и Оливер Раухут пришли к выводу, что остатки принадлежали животному, которое было более тесно связано с китайским анхиорнисом, и отнесли его к новому роду Ostromia, названному в честь Джона Острома.
Единственный известный образец довольно неполный по сравнению с большинством образцов археоптерикса; сохранились только кости конечностей, шейные позвонки и рёбра. Большинство костей фрагментарны из-за плохой сохранности. Высококачественный слепок голотипа (образцы TM 6928 и 6929) находится в коллекции Баварского государственного собрания палеонтологии и геологии под номером SNSB-BSPG 1971 I 211.

## Описание

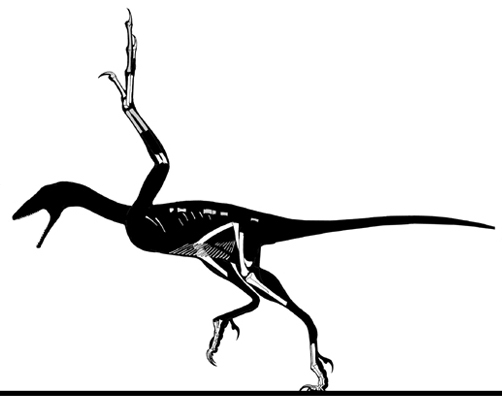
Скелетная реконструкция, показывающая известный материал

«Харлемский образец» имеет много особенностей, которые контрастируют с таковыми у археоптерикса. Соотношение длины между третьей и первой пястными костями кисти у Ostromia больше, чем у любого из образцов археоптерикса. Кроме того, концевая фаланга (коготь) первого пальца кисти меньше соответствующей первой пястной кости, в то время как у археоптерикса коготь больше. Пястные кости «харлемского образца» также пропорционально длиннее, чем у образцов археоптерикса.
Кроме того, у экземпляра из Харлема есть несколько общих черт с анхиорнисом. В частности, у них обоих есть продольные бороздки на верхней и нижней сторонах фаланг (костей пальцев). Хотя такие структуры могут быть результатом деформации или перелома костей (как в случае с несколькими экземплярами археоптерикса), прямые и гладкие края борозд у Ostromia и анхиорниса указывают на то, что это естественные биологические особенности. Лобковая кость экземпляра из Харлема также сильно изогнута назад и имеет треугольную лобковую часть, похожую на кость анхиорниса, но отличающуюся от таковой у археоптерикса.